# Cladocerotis ochrea
Cladocerotis ochrea là một loài bướm đêm trong họ Noctuidae.